# Ted Wong
Ted Wong (5 novembre 1937 – 24 novembre 2010) è stato un artista marziale statunitense di discendenza cinese.
Ha praticato e insegnato il Jeet Kune Do.

## Arti marziali
Il primo incontro di Wong con Bruce Lee risale al 1967, a Los Angeles, California, dove Lee stava dando un seminario. Pur nutrendo un certo interesse per la boxe, Wong non aveva precedenti esperienze nella pratica marziale. Wong fu così impressionato da Lee che decise di studiare presso il suo kwoon, l'Istituto di Jun Fan Gung Fu, nella chinatown di Los Angeles. Poco dopo aver iniziato i suoi studi, Lee prese Wong come suo studente privato. Wong divenne, così, sparring-partner e amico intimo di Lee.
Wong partecipò all'evoluzione del Tao of Chinese Gung Fu in Jeet Kune Do. Nei diari dello stesso maestro Lee si trovano testimonianze di almeno 122 incontri tra il 1967 e il 1971. Era anche presente mentre Lee istruiva altri allievi, come Joe Lewis, campione di karate o Kareem Abdul-Jabbar, star del basket. Egli è una delle pochissime persone ad aver avuto un insegnamento nel Jeet Kune Do da parte dello stesso Bruce Lee. È inoltre una delle uniche quattro persone a ricevere una certificazione tecnica direttamente da Bruce Lee insieme a Taky Kimura, James Yimm Lee e Dan Inosanto e una delle uniche due insieme a quest'ultimo ad essere certificata nel Jeet Kune Do. Ted Wong conseguì il 2nd Rank sia nel Tao of Gung Fu che nel Jeet Kune Do.Altra cosa degna di nota è che Ted Wong non ha mai insegnato nulla oltre a ciò che gli aveva insegnato Lee in persona. Inoltre ha insegnato privatamente anche alla figlia di Lee, Shannon Lee, oltre che a Teri Tom (allieva diretta per 10 anni) e a molti altri; anche in Italia ha avuto alcuni allievi diretti, per esempio in Liguria, i maestri Alberto Costanzo e Davide Gardella.
Le linee guida di insegnamento di Ted Wong sono il footwork, l'uso degli strumenti avanzati, giusto posizionamento del corpo e continuo allenamento per perfezionare le proprie capacità psicofisiche.
Dal 2001 è incluso nella "Martial arts Hall of fame".